# Suzuka (манга)
Suzuka (яп. 涼風 Судзука) — манга Сэо Кодзи, печатавшаяся с 17 мая 2004 по 17 октября 2007 года в японском журнале Shonen Magazine. Также под эгидой издательства «Коданся» было выпущено 18 танкобонов и манга официально считается законченной.
Аниме-адаптация манги от «Studio Comet» транслировалась с 7 июля по 29 декабря 2005 года на телеканале TV Tokyo.

## Сюжет
Ямато, приехавший учиться в старшей школе в Токио из предместья Хиросимы, по пути к своей тёте, у которой, он поселился на время учёбы, проходя мимо стадиона видит красивую девушку, в которую он влюбляется с первого взгляда. По прибытии оказывается, что девушка — его соседка, зовут её Судзука, и она тоже поступила в ту же старшую школу. Он пытается привлечь её внимание, и даже вступает в команду по лёгкой атлетике, в которой она состоит.

## Список персонажей
Ямато Акицуки (яп. 秋月 大和 Акицуки Ямато) — Ямато приехал в Токио с целью «изменить что-то в своей жизни». Проходя мимо своей новой школы он увидел прекрасную девушку, прыгающую в высоту, и полюбил её с первого взгляда. Позже он узнал, что Судзука (так зовут эту девушку) живёт рядом и учится в одной школе с ним. Ямато живёт у тёти, которая держит гостиницу и женскую баню-спа, и заодно подрабатывает у неё (так, по его мнению, он может оплатить своё проживание). В учёбе Ямато не слишком прилежен, но зато в спорте (неожиданно для всех, включая себя) проявляет талант спринтера. В целом он безответственный и в какой-то степени неуклюжий молодой человек, хотя положительные качества в нём все-таки перевешивают.
Сэйю: Дайсукэ Накамура
Судзука Асахина (яп. 朝比奈 涼風 Асахина Судзука) — Помимо учёбы занимается спортом — прыжками в высоту (без шеста). Приехала из Яматэ, что возле Иокогамы (Ёкохама). Часто обедает за столом у Аяно вместе с Ямато.
Сэйю: Канако Мицухаси

### Второстепенные персонажи
Хонока Сакураи (яп. 桜井 萌果) — одногрупница, училась с Хаттори в одной школе. В первый же день занятий, дико краснея, решилась познакомиться с Ямато. При знакомстве она сообщила, что она его раньше видела, однако он её не смог вспомнить. А после лекции, так же краснея, стала прямо напрашиваться в ресторан. Ухаживает за территорией небольшого местного храма. Влюблена в Ямато.
Аяно (яп. 藤川 綾乃) — тётя Ямато, у которой он поселился на время учёбы. Владелица бани, которая была перестроена в недорогую гостиницу для студентов (по типу общежития), имеющую баню.
Михо (яп. 藤川 美穂) — двоюродная сестра Ямато, дочь Аяно
Хаттори Ясуноби (яп. 服部 安信) — друг Ямато, популярный у девушек ловелас. Любит есть всякие хот-доги с разнообразной начинкой.
Юка Саотомэ (яп. 藤川 美穂) — соседка, любит выпить, дружит с Мэгуми.
Мэгуми (яп. 松本 恵美) — соседка, дружит с Саотомэ, собирается стать врачом. Обычно ведёт себя очень скромно, даже робко, но, будучи пьяной, проявляет другую сторону своего характера.
Юи (яп. 天見 結衣) — случайная знакомая Ямато. Дочь владельца маленького ресторанчика. Этот персонаж есть только в манге.
Саки (яп. 浅井 咲希) — подруга детства и первая любовь Ямато. Этот персонаж есть только в манге.

## Аниме-сериал
| Список серий | Список серий                           | Список серий | Список серий |
| № серии      | Заглавие                               | Трансляция   |              |
| ------------ | -------------------------------------- | ------------ | ------------ |
| 01           | Ожидание «Китай» (期待)                | 06.07.2005   |              |
| 02           | Улыбка «Эгао» (笑顔)                   | 13.07.2005   |              |
| 03           | Визит к больному «Мимай» (見舞)        | 20.07.2005   |              |
| 04           | Весенняя буря «Сюнран» (春嵐)          | 27.07.2005   |              |
| 05           | Любовные хлопоты «Кой Вадзурай» (恋患) | 03.08.2005   |              |
| 06           | Признание «Кокухаку» (告白)            | 10.08.2005   |              |
| 07           | Решение «Кэцуи» (決意)                 | 17.08.2005   |              |
| 08           | Дистанция «Кёри» (距離)                | 24.08.2005   |              |
| 09           | Фотография «Сясин» (写真)              | 31.08.2005   |              |
| 10           | Соперник «Коигатаки» (恋敵)            | 07.09.2005   |              |
| 11           | Вызов «Сё:бу» (勝負)                   | 14.09.2005   |              |
| 12           | Недоразумение «Гокай» (誤解)           | 21.09.2005   |              |
| 13           | Губы «Кутибиру» (口唇)                 | 28.09.2005   |              |
| 14           | Благословение «Сюкуфуку» (祝福)        | 05.10.2005   |              |
| 15           | Колокольчик «Хотарубукуро» (蛍袋)      | 12.10.2005   |              |
| 16           | Побуждение «Сё:до:» (衝動)             | 19.10.2005   |              |
| 17           | Возлюбленный «Карэси» (彼氏)           | 26.10.2005   |              |
| 18           | Подарок «Окуримоно» (贈物)             | 02.11.2005   |              |
| 19           | Разрыв «Вакарэ» (別離)                 | 09.11.2005   |              |
| 20           | Поддержка «О:эн» (応援)                | 16.11.2005   |              |
| 21           | Раскаяние «Ко:кай» (後悔)              | 23.11.2005   |              |
| 22           | Решимость «Какуго» (覚悟)              | 30.11.2005   |              |
| 23           | Воодушевление «Гэкирэй» (激励)         | 07.12.2005   |              |
| 24           | Исчезновение «Сиссо:» (失踪)           | 14.12.2005   |              |
| 25           | Утрата «Со:сицу» (喪失)                | 21.12.2005   |              |
| 26           | Судзука «Судзука» (涼風)               | 28.12.2005   |              |